# Candidaturas a los Juegos Olímpicos de 2022
Nueve ciudades presentaron su candidatura a los Juegos Olímpicos de 2022, oficialmente conocidos como los XXIV Juegos Olímpicos de Invierno al Comité Olímpico Internacional (COI). Durante la 128.ª Sesión, la ciudad de Pekín, China, fue seleccionada como sede de los Juegos.

## Calendario
El 3 de octubre de 2012, el COI inició el procedimiento de candidatura:
- 2012:

3 de octubre - Primera información a los Comités Olímpicos Nacionales —CON—.
- 2013:

6 de junio – El COI invita oficialmente a los CON a presentar sus ciudades y publica el Cuestionario de Ciudad Aspirante 2022.
14 de noviembre – Fecha límite para presentar el nombre de las ciudades aspirantes.
4–6 de diciembre – Seminario de Ciudad Aspirante en Lausana, Suiza.
- 2014:

7–23 de febrero – Programa de observadores de los Juegos Olímpicos de Invierno.
14 de marzo – Entrega de los expedientes de solicitud.
7 de julio – Selección de las ciudades candidatas.
- 2015:

Enero – Entrega de los expedientes de las ciudades y cartas de garantía.
Febrero – Marzo – Visita de la Comisión Evaluadora del COI.
Mayo - Junio – Reporte de la Comisión Evaluadora.
Mayo - Junio – Sesión informativa a las ciudades candidatas.
31 de julio – Elección de la ciudad sede durante la 128.ª Sesión del COI a celebrarse en Kuala Lumpur, Malasia.

## Ciudades candidatas
El 15 de noviembre de 2013, el Comité Olímpico Internacional anunció la lista de las seis ciudades aspirantes. Sin embargo, la lista se redujo a dos luego de que Estocolmo, Cracovia, Leópolis y Oslo abandonaran la candidatura. El 7 de julio de 2014, el COI anunció la lista de ciudades candidatas. Estas ciudades, ordenadas de acuerdo al COI, son:

### Almaty, Kazajistán
Desde 2011, el Comité Olímpico de la República de Kazajistán consideró la posibilidad de una candidatura de Almaty, otrora capital, la ciudad más grande y el centro financiero del país, para los Juegos de 2022. La ciudad celebró junto a Astaná los Juegos Asiáticos de Invierno de 2011. El 29 de noviembre de 2011, Almaty fue seleccionada como ciudad sede de la Universiada de invierno 2017. El 17 de agosto de 2013, se anunció la candidatura de la ciudad kazaja.

### Pekín, China
El 5 de noviembre de 2013, el Comité Olímpico Chino anunció la candidatura de Pekín, junto a Zhangjiakou, ciudad-prefectura al norte de la provincia de Hebei. Pekín fue sede los Juegos Olímpicos de 2008 y de lograr la sede, se convertirá en la primera ciudad en recibir unos Juegos Olímpicos de verano e invierno.

## Evaluación de las ciudades aspirantes
Cada celda de la tabla proporciona un puntaje mínimo y uno máximo obtenidos por las aspirantes en criterios específicos. Estas cifras deben ser comparadas con un punto de referencia fijado en 6 (de 0 a 5 se considera insatisfactorio, de 6 a 10 se considera satisfactorio).
| Criterio                                                       | Oslo (cancelada) | Oslo (cancelada) | Almatý     | Almatý     | Pekín | Pekín |
| Criterio                                                       | Noruega          | Noruega          | Kazajistán | Kazajistán | China | China |
| Criterio                                                       | Min              | Max              | Min        | Max        | Min   | Max   |
| -------------------------------------------------------------- | ---------------- | ---------------- | ---------- | ---------- | ----- | ----- |
| Concepto y sedes                                               | 7.0              | 9.0              | 6.0        | 8.5        | 5.5   | 7.5   |
| Villa(s) Olímpicas                                             | 6.0              | 9.0              | 4.5        | 8.0        | 6.5   | 8.0   |
| Centro Internacional de Transmisión/Centro Principal de Prensa | 6.0              | 9.0              | 5.5        | 8.0        | 7.0   | 8.5   |
| Experiencia deportiva                                          | 9.0              | 10.0             | 4.5        | 7.0        | 6.5   | 8.0   |
| Medio ambiente y meteorología                                  | 8.5              | 9.5              | 5.0        | 6.0        | 5.0   | 7.0   |
| Hospedaje                                                      | 7.0              | 8.0              | 5.0        | 6.5        | 7.0   | 8.5   |
| Transporte                                                     | 7.5              | 8.5              | 6.0        | 8.0        | 5.0   | 7.5   |
| Antidopaje                                                     | 9.0              | 10.0             | 6.0        | 7.0        | 7.0   | 8.0   |
| Seguridad                                                      | 8.0              | 9.0              | 5.0        | 7.0        | 8.0   | 9.0   |
| Telecomunicaciones                                             | 8.0              | 9.0              | 5.0        | 7.0        | 7.0   | 9.0   |
| Energía                                                        | 8.5              | 9.5              | 4.0        | 6.0        | 6.0   | 8.5   |
| Aspectos legales                                               | 7.0              | 9.0              | 6.0        | 8.0        | 7.0   | 9.0   |
| Apoyo gubernamental y público                                  | 5.0              | 7.0              | 6.5        | 8.0        | 8.0   | 9.0   |
| Finanzas y mercadotecnia                                       | 6.5              | 8.5              | 5.0        | 6.5        | 7.5   | 9.0   |

## Candidaturas canceladas

### Cracovia, Polonia
El 7 de noviembre de 2013, el Comité Olímpico Polaco anunció la candidatura al COI, junto a Zakopane y Jasná, un pueblo eslovaco ubicado en la frontera polaca. Sin embargo, el 26 de mayo de 2014, Cracovia retiró oficialmente su candidatura, luego de que los habitantes de la ciudad votaran en referéndum en contra de celebrar los Juegos. Si la candidatura hubiera sido exitosa, habría sido la primera vez que Eslovaquia o Polonia celebrasen unos Juegos Olímpicos.

### Estocolmo, Suecia
El 11 de noviembre de 2013, el Comité Olímpico de Suecia anunció la candidatura, sin embargo, el 17 de enero de 2014, Estocolmo retiró su candidatura por falta de apoyo político y por problemas relacionados con la financiación del proyecto. Se propuso a Åre, ubicada aproximadamente a 610 km de Estocolmo, como sede de ocho eventos de esquí alpino. Estocolmo fue sede de los Juegos Olímpicos de 1912, pero esta fue la primera candidatura de la capital sueca a unos Juegos Olímpicos de Invierno.

### Leópolis, Ucrania
El Comité Olímpico Ucraniano presentó la candidatura de Leópolis el 5 de noviembre de 2013. Sin embargo, el 30 de junio de 2014, el Comité Olímpico Internacional anunció que "Leópolis centrará su atención en los Juegos Olímpicos de 2026. Decisión que surge como resultado de las circunstancias políticas y económicas de Ucrania".

### Oslo, Noruega
El 6 de noviembre de 2013, el Comité Olímpico Noruego anunció la candidatura de Oslo, ciudad que celebró los Juegos Olímpicos de 1952. 42 años después, otra ciudad noruega (Lillehammer) celebró unos Juegos Olímpicos de Invierno. Esta es la quinta candidatura de Oslo a los Juegos Olímpicos. El 1° de octubre de 2014, Oslo retiró oficialmente su candidatura debido a que el parlamento noruego rechazó la solicitud de financiación de los juegos. La recepción pública de la solicitud de financiamiento había sido altamente negativa debido a preocupaciones de costos después de los sobrecostos de los Juegos Olímpicos de Invierno de 2014 en Sochi, y especialmente a consecuencia de revelaciones de la prensa noruega acerca de una serie de exigencias supuestamente realizadas por el COI. Las exigencias incluyeron notablemente "demandas tipo diva para el tratamiento de lujo" para los propios miembros del COI, tales como carriles especiales en todas las carreteras solo para uso de los miembros del COI y un cóctel en el Palacio Real con bebidas pagadas por la familia real. Varios analistas señalaron que tales demandas eran desconocidas en una democracia occidental. La revista estadounidense Slate describió al COI como una "organización notoriamente ridícula dirigida por estafadores y aristócratas hereditarios". El COI respondió a la decisión considerando que fue una oportunidad perdida para los noruegos y argumentando que el gobierno noruego no envió oficiales de alto rango a reuniones importantes. Así mismo, el COI dijo que los políticos noruegos tomaron una decisión con base en "medias verdades y hechos inexactos".

## Candidaturas descartadas
- Zaragoza

Se propuso que la ciudad principal de acogida de los deportistas sería Zaragoza, aunque en la provincia de Huesca, Jaca, tradicional sede que había concurrido oficialmente en anteriores candidaturas, quedaba relegada pero también jugaría un importante papel en esta candidatura debido a su cercanía con los Pirineos, cordillera donde tendrían lugar las diferentes pruebas olímpicas en sus numerosas instalaciones que se encuentran en montañas aragonesas. La candidatura de Zaragoza fue descartada oficialmente el 31 de octubre de 2011, luego que fuera disuelto el consorcio encargado y después de haberse gastado un importante presupuesto público.
- Barcelona

Se propuso revivir el sueño olímpico y anunció su candidatura a los Juegos Olímpicos de Invierno en el año 2022, lo que creó algunas polémicas respecto la candidatura de Zaragoza. En un acto en el Museo Olímpico de la ciudad que acogió los juegos del 92, el que fuera alcalde de Barcelona, Jordi Hereu, presentó su propuesta olímpica de invierno, que fue continuada por el alcalde, Xavier Trías. En octubre de 2010 fue aprobado el Plan Director de la Candidatura por su Comisión Directiva y se desarrolló el estudio de viabilidad de la propuesta de Candidatura. La candidatura de Barcelona se preveía sería descartada por el Ayuntamiento de Barcelona el 18 de octubre de 2013.
- Santiago

Santiago fue un candidato potencial para postular el año 2022. Ya que Chile fue anfitrión del Mundial Juvenil de Esquí Alpino 2010 que se realizaron en las Termas de Chillán. La nación podría presentar su candidatura oficialmente para los Juegos de 2026. Posibles zonas serían los centros de esquí de la zona sur del país, como las Termas de Chillán, el Volcán Llaima en Temuco, el Volcán Villarrica en Villarrica y Pucón, Antillanca, o la estación de esquí, Farellones, La Parva o El Colorado cerca de Santiago. Santiago posee excelentes condiciones naturales y gran infraestructura que algunos destacan de entre todas las del hemisferio sur y están unos de los centros de esquí más importantes de Sudamérica y del mundo. De ser así, el hockey sobre hielo se realizaría en el Movistar Arena, o en algún nuevo recinto, ubicado en las afueras de la capital. Otro motivo por lo cual Chile podría ser sede es porque los Juegos Olímpicos de invierno nunca se han celebrado en el hemisferio sur del planeta, además de que los principales centros de esquí de Santiago están conectados rápidamente al Aeropuerto Internacional por medio de modernas autopistas urbanas.
- Montreal, Canadá -  Lake Placid, EE. UU.

Funcionarios de Quebec y Nueva York se reunieron para argumentar sobre la posibilidad de una doble candidatura entre las dos ciudades considerando la proximidad de ambas. Con Vancouver como organizadora de los Juegos Olímpicos de Invierno de 2010, lo más temprano que Canadá podía esperar a ser la sede de las olimpiadas era en el 2022; si fuera seleccionada, sería la primera candidatura multinacional de unos juegos olímpicos y, al mismo tiempo, la primera ciudad en organizar las olimpiadas tanto de invierno como de verano, como ya hiciera en 1976. Sin embargo, esto violaría muchas de las reglas del COI para la selección de la ciudad organizadora. Estas normas se podrían modificar o cambiar para que la candidatura siguiera en pie. Se está estudiando una candidatura multinacional similar entre Vancouver y Seattle para las olimpiadas de verano del 2028.
- Nueva Zelanda

De acuerdo con los informes del 2007, el Comité Olímpico de Nueva Zelanda (NZOC) está compitiendo por ocupar una plaza como candidata a los Juegos Olímpicos de invierno. Aunque la NZOC aún no se haya decidido sobre en qué ciudad se celebrarían, varios informes incluirían Queenstown y Dunedin o una candidatura entre todo el territorio nacional. No están especificados todavía los juegos disponibles; sin embargo, las fechas de 2022 o 2026 son las más probables.